# Flyvende farmor
Flyvende farmor er en dansk film fra 2001.
Filmen handler om en ung pige, som sammen med sin lidt tossede farmor tager ud for at finde farfaren, der forsvandt med sin postflyver, mange år forinden. Turen er sjovere end forventet, da farmoren har det med at se farfaren for sig i tide og utide. På turen møder de mange forhindringer, som den kære farmor løser uden problemer.
- Manuskript og instruktion: Steen Rasmussen og Michael Wikke.

Blandt de medvirkende kan nævnes:
- Jytte Abildstrøm
- Nicolaj Kopernikus
- Daimi Gentle
- Lone Kellermann
- Flemming Bamse Jørgensen
- Henning Stærk
- Dodo Gad
- Jesper Langberg
- Al Agami
- Michael Wikke
- Steen Rasmussen
- Sissel Kyrkjebø
- Dario Campeotto
- Hans Henrik Bærentsen
- Therese Glahn
- Peter Aalbæk Jensen
- Gunnvá Zachariasen